# Yu Lan
En una onomàstica xinesa Yu es el cognom i Lan el prenom.
Yu Lan (xinès simplificat: 于蓝) (Anshan 1921 - Pequín 2020) va ser una actriu de teatre i cinema xinesa.Va ser una de les vint-i-dues estrelles del cinema xinès dels anys 60, (actors i actrius) inclosa en la llista que va proposar el Ministeri de Cultura del moment i que d’alguna forma va ser aprovada pel primer ministre Zhou Enlai. Propulsora del cinema infantil i articulista sobre temes de cinema.

## Biografia
Yu Lan, de nom real Yu Peiwen, va néixer el 3 de juny de 1921 a Anshan, comtat de Xiuyan, província de Liaoning (Xina). El 1922 la família és va traslladar a Harbin, capital de la província de Heilongjiang i el 1929 al morir la seva mare va anar a viure amb el seu avi a Shengyang. Durant l'Incident de Mukden (avui Shengyang) del 18 de setembre de 1931 els japonesos van ocupar la ciutat i Lu va fugir a Hangjiakou, a la província de Hebei. L'any 1934, com que la seva tia estudiava al Hebei Women's Normal College a Tianjin, va ser admesa a l'escola secundària del Hebei Women's Normal College, però amb l'ocupació per part de l'exercit japonès del nord de la Xina va abandonar l'escola.
Un dels seus fills Tiang Zhuangzhuang va ser un important productor i director de cinema .
Va morir a Pequín el 28 de juny de 2020.

#### Carrera teatral
El 1939 va entrar a estudiar a la 中国人民抗日军事政治大学 (Counter-Japanese Military and Political University) a Yan'an, on a part de la formació política va començar a fer d'actriu amateur i desprès va entrar a l'Acadèmia Lu Xun de Belles Arts a Shenyang,fundada el 1938 a Yan'an pel Partit Comunista Xinès. Els anys 40 va treballar en diferents grups teatrals, primer a la companyia de l'Escola Lu Xun i desprès a la " Northeastern Art Troupe" a Changchun, interpretant papers en obres d'autors com Txékhov i Cao Yu entre d'altres.

#### Carrera cinematogràfica
El 1949, va començar la seva carrera artística com a actriu al Northeast Film Studio. Va protagonitzar la pel·lícula dramàtica 白衣战士 (Soldier in White") que representa la formació i el creixement dels treballadors sanitaris durant la guerra contra el Japó. El 1950 va entrar al Beijing Film Studio on va protagonitzar pel·lícules com Red Flag Over Green Crag, The Lin Family Shop , Longxugou i A Revolutionary Family. El 1954, va ser admesa a la classe de formació d'actors creada per l'Acadèmia Central d'Art Dramàtic , on va estudiar amb l'actor rus Ionslugutx Kuilinev i va aprendre el sistema d'actuació de Konstantín Stanislavski.
Durant la seva carrera va col·laborar amb amb directors com Zhang Junxiang, Li Wenhua, Xian Qun, Wu Yigong, i amb Shui Hua amb qui va rodar The Lin Family Shop basada en una obra de Mao Dun, i Revolucionary Family premiada a Hundred Flowers Awards (Jinji Jiang) i que va participar al Festival Internacional de Cinema de Moscou de l'any 1961. Yu va rebre el premi a la millor actriu, amb el paper d'una mestressa de casa, Zhou Lian, reconvertida en revolucionaria, actuació que va ser molt celebrada pel ministre Zhou Enlai.
Durant la Revolució Cultural, ella i el seu marit, l'actor Tian Fang, van ser criticats i destituits dels seus càrrecs i enviats a treballar a l'"Escola de Quadres del 7 de maig" de l'Estudi de cinema de Beijing, al riu Tiantang, comtat de Daxing, un suburbi de la ciutat. de Pequín. Els anys 70 va tornar al cinema i a partir dels 80 va centrar la seva activitat en la promoció del cinema infantil i per adolescents.

##### Children's Film Studio
El 1981 va ser una de les fundadores i la primera directora de l'Estudi de cinema infantil de Beijing, posteriorment reanomenat Estudi de cinema infantil. Durant el mandat de Yu Lan com a directora, els estudis van rodar un total de 19 llargmetratges en color. El 1986, Yu va dimitir com a directora i es va convertir en consultora artística. Després es va dedicar a promocionar pel·lícules infantils a les escoles. En una entrevista va dir: "L'art ha de servir als nens i afectar les seves vides, així que hem de treballar dur per rodar-ho bé i enviar bons vídeos a les escoles perquè els vegin els nens".
El maig de 1991, es va celebrar a Pequín la reunió anual del Centre Internacional de Cinema i Televisió per a Nens i Adolescents, i Yu Lan va ser elegida com a nou membre del comitè executiu del Centre Internacional de Cinema i Televisió per a Infants i Adolescents , i ha representat al cinema xinès en festivals internacionals de cinema infantil

##### Articulista
Yu Lan va publicar nombrosos articles sobre cinema a publicacions com "People's Daily" "Movie Stories" "Tianjin Daily" i "China Film News" entre d'altres.

## Filmografia destacada
| Any  | Títol xinès    | Títol anglès                                               | Paper         | Director                                                  |
| ---- | -------------- | ---------------------------------------------------------- | ------------- | --------------------------------------------------------- |
| 1949 | 白衣战士       | Soldier in White (Medical Warrior - White Warriors)        | Yi Zhuang     | Feng Bailu                                                |
| 1950 | 烟花女儿翻身记 | Fireworks Daughter Turning Over                            |               |                                                           |
| 1951 | 翠岗红旗       | Red Barner on the Emerald Ridge (Red Flag Over Green Crag) | Wiang Wuer    | Zhang Junxiang                                            |
| 1952 | 龙须沟         | Longxugou                                                  | Madam Cheng   | Xian Qun                                                  |
| 1959 | 林家铺子       | The Lin Family Shop                                        | Guafu Zhang   | Shui Hua                                                  |
| 1961 | 革命家庭       | A Revolutionary Family                                     | Zhou Lian     | Shui Hua                                                  |
| 1965 | 烈火中永生     | Living Forever in Burning Flames                           | Sister Jiang  | Shui Hua                                                  |
| 1974 | 侦察兵         | Scout                                                      |               | LI Wenhua                                                 |
| 2002 | 25个孩子一个爹 | 25 Kids and Dad                                            | Niuniu's Nana | Huang Hong                                                |
| 2005 | 小兵张嘎       | Little Soldier Zhang Ga                                    |               | Film d'animació                                           |
| 2009 | 寻找成龙       | Looking for Jackie                                         |               | Fang Gangliang i Jiang Ping                               |
| 2009 | 锦绣 花园      | Promissing Blossom                                         |               | Qiu Huaiyang                                              |
| 2018 | 那些女人       | Goddesses in the Flames of War                             |               | Wu Yigong, Jiang Ping i Li Zuonan                         |
| 2019 | 一切如你       | For Love with You                                          | Hang Mother   | Huang Hong, Huang Zhaohan, Fu Shaojie Zhang Nan i Li Xuan |